# Lis Ahlmann
Mathilde Elisabeth "Lis" Ahlmann (13. april 1894 i Aarhus - 15. januar 1979) var en dansk tekstilkunstner.
Lis Ahlmann startede som væver og arbejdede på baggrund af dansk folketradition, men kom senere til at samarbejde med møbelarkitekter for at skabe en rig og formmæssigt kontrolleret produktion af interiørtekstiler. Hun var en af grundlæggerne af moderne dansk tekstilkunst.
Lis Ahlmann modtog C.F. Hansen Medaillen i 1978.